# 莉茲·瑪姬

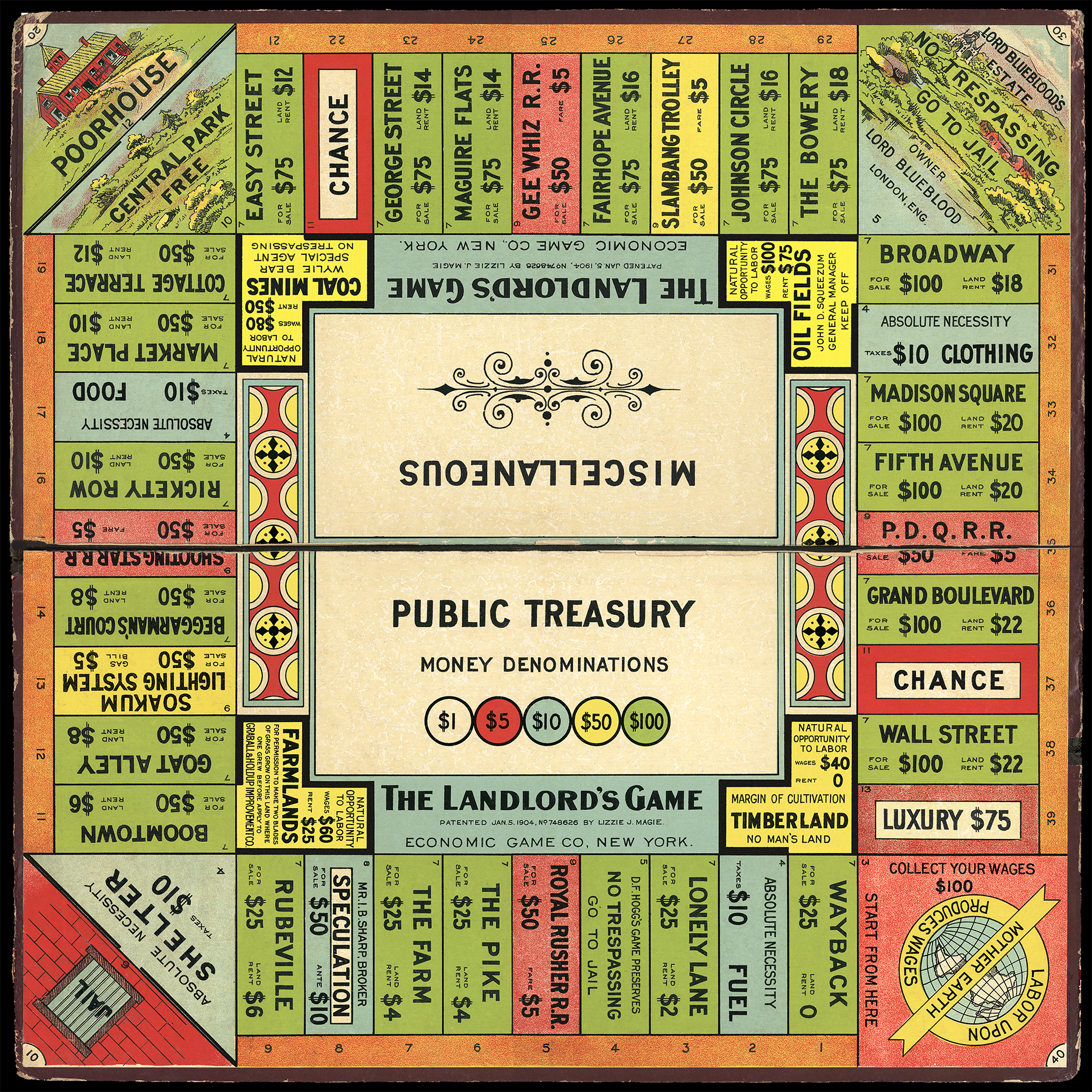
地主遊戲，發明於1906年

伊麗莎白·J·瑪姬·菲利普（英語：Elizabeth J. Magie Phillips，原姓瑪姬（Magie），更廣為人知的名字是莉茲·瑪姬（Lizzie Magie），1866年5月9日—1948年3月2日）是一名美國遊戲設計師、作家、女性主義者和喬治主義者。莉茲發明了地主遊戲，即為後來的大富翁遊戲前身，她發明遊戲的用意是希望讓人更了解美國進步時代的經濟學家亨利·喬治的經濟學理論，她亦因此被誉为「 大富翁之母 」。

## 地產大亨剽竊事件
瑪姬的遊戲在美國東北地區越來越受歡迎。哈佛、哥倫比亞大學和賓夕法尼亞大學的學生，傾向左翼的中產階級家庭以及貴格會教徒都在玩她的桌遊。距《地主遊戲》（The Landlord's Game）於1904年發明後的三十年，帕克兄弟公司（Parker Brothers）發行了經過修改的版本，稱為《地產大亨》（Monopoly）。查爾斯·達洛聲稱這是他自己的創意，並表示他是在地下室中發明了這個遊戲。瑪姬隨後公開表達反對，並透露她從這項發明中僅賺了500美元，且未獲得《地產大亨》創造的任何榮譽。
1936年1月，瑪姬接受了華盛頓特區一家報紙的採訪，批評派克兄弟公司。瑪姬向記者講述了《地產大亨》和《地主遊戲》之間的相似之處。報導指出，瑪姬製作她的遊戲花費了比她從中獲得的收入更多的錢，尤其是《地產大亨》被創造後她並未獲得應有的榮譽。受訪後，派克兄弟公司同意發行她的另外兩款遊戲，但仍將遊戲的創造功勞歸於達洛。
1973年，舊金山州立大學的經濟學教授雷夫·阿斯帕製作了類似於「地產大亨」的遊戲「反壟斷」，派克兄弟公司因此起訴了他。由於達洛一直被認為是《地產大亨》的發明者，直到對抗派克兄弟公司的法律纏訟中，阿斯帕研究了《地產大亨》的歷史，發現達洛其實是從朋友那裡得知了這款遊戲，卻將其發明歸功自己，並發現了瑪姬對地主遊戲的專利權。在長達十年的訴訟中，第九巡迴上訴法院發現達洛直接從查爾斯·托德製作的遊戲中抄襲了規則。隨後，人們對瑪姬發明《地主遊戲》給予了更多關注和研究。儘管達洛和派克兄弟公司從瑪姬的創意中獲利，並且歸功於自己，但瑪姬在死後終於獲得了這款最受歡迎桌遊之一的榮譽。 

## 延伸閱讀
- Adams, Cecil. . Washington City Paper. March 18, 2011  [2023-01-15]. （原始内容存档于2016-05-07）.
- Lizzie, Magie. . The Single Tax Review. Autumn 1902  [2023-01-15]. （原始内容存档于2020-08-04）.
- Sadowski, David, as "Clarence B. Darwin". . Folkopoly Press. 2006.
- Walsh, Tim. . Keys Publishing. 2004. ISBN 0-9646973-4-3.
- Wolfe, Burton H. . The San Francisco Bay Guardian. 1976. （原始内容存档于2005-12-10）. The story of Lizzie Magie and Parker Brothers.

## 外部連結
- A History of Games, including Monopoly （页面存档备份，存于） BBC Radio The History Hour, January 3, 2022